# Reiko Nakamura
Reiko Nakamura, född 17 maj 1982 i Yokohama, är en japansk simmare.
Nakamura blev olympisk bronsmedaljör på 200 meter ryggsim vid sommarspelen 2004 i Aten.